# 夜を越える旅
『夜を越える旅』（よるをこえるたび）は、2022年10月21日に公開された日本映画。監督は萱野孝幸、主演は髙橋佳成と中村祐美子 。大学時代好きだった彼女が自殺した。3年後、二度と会えないと思っていた彼女がとても魅力的な姿で夢にあらわれ、あなたも私のところへ来ればいいのに、と誘う。
「カランデイバ」（2018）、「電気海月のインシデント」（2019）など福岡県を中心に映像制作を行なう萱野孝幸が脚本、監督、編集を手がけた。ロケーションはおもに福岡県と佐賀県。髙橋佳成、AYAKA、井崎藍子、時松愛里など九州出身の俳優を積極的に起用した。SKIPシティ国際Dシネマ映画祭2021で観客賞と優秀作品賞を受賞した。

## ストーリー
漫画家志望の春利（ハルトシ）は大学を卒業しても就職せず、アルバイトをしながら漫画を描いている。大学時代のゼミの仲間から一泊二日の旅行に誘われた。応募した漫画賞の結果がそろそろ発表されるので気になったが、同棲しているエツコから金を借りて参加した。
学生時代を思い出しながら男3人・女2人のグループでドライブをした。ジャンケンが弱い春利はずっと運転させられた。山の中のコテージに泊まった。
夕食のときエツコからの電話で漫画賞の落選を知らされた。落胆し、疲れて寝落ちした春利はリアルな夢を見た。3年前に自殺した小夜（サヤ）がコテージを訪ねてくる。彼女の死を乗り越えたつもりだったが、夢の中の彼女はひどく魅力的だった。皆が起きないうちにと朝早く出発する彼女を駅まで送った。彼女から「私のところへ来ればいいのに。漫画はどこにいても描けるでしょう」と誘われ、迷った末「やっぱ俺も行くわ」と約束してしまう。
朝起きて寝ぼけているとまた夢の世界に引きずり込まれた。死の世界では小夜は不気味でグロテスクな姿をしていた。怖くなった春利が彼女をつきとばすと「嘘をついたの？じゃあ代わりにケントを差し出して。今日の夜、日付が変わるまでに」と小夜が言う。
実はケントも同じ夢を見ていた。誘いは断ったと言う。選択肢は三つ。偶然同じ夢を見ただけ、何もしない、小夜の言葉を信じてふたりで殺し合う、何か別の方法を考える。イツキ、ナオコという霊媒のカップルに相談したら「申し訳ないがここに霊はいないから除霊はできない」と断られた。須田銀狐（スダギンコ）という偉い祈祷師を紹介され、除霊を受けたが不成功に終わった。
日付が変わる時刻がせまってきた。殺し合いはしたくない。結局ジャンケンで決めることにした。やっぱり春利が負けた。車の運転席で遺書を書いた。どうしようもなくまた小夜に会いたかった。遺書を書き終えると助手席に小夜が座っている。彼女が微笑み、春利の髪に触れると、彼の鼻と口から血が流れ出す。しかしそれもまた夢であった。

## キャスト
- Harutoshi - 髙橋佳成
- Saya- 中村祐美子

- Kento - 青山貴史
- Yuri - AYAKA
- Tsutsuda - 桜木洋平
- Satomi - 井崎藍子
- Etsuko - 時松愛里
- Exorcist Ginko - 青木あつこ
- Karasubata - 轟勇一郎
- Usaginuma - 稲口マンゾ

- Medium Itsuki - 長谷川テツ
- Medium Naoko - あやんぬ
- Cook - 有馬和博
- Waitstaff - 加藤志津子
- Police officer - にこにこぷんぷん

- Apparition - 井口誠司
- Stone Rub man - 荒木民雄

## スタッフ
- 監督・脚本・編集: 萱野孝幸
- プロデューサー: 相川満寿美
- 助監督: 長谷川テツ
- 撮影監督・カラリスト: 宗大介
- 照明/Bカメラ: 和田直也
- 録音: 地福聖ニ、中堀良栄
- 美術: 稲口マンゾ
- 漫画作画、アニメーション原画: SiNPEi a.k.a. Peco
- 特殊メイク : 中堀つぐみ
- ヘアメイク: 田中優深、松下史典
- 制作: 夏目
- 撮影助手: 田中祐美、染矢光信
- 録音助手: 長船慈子
- ヘアメイク応援: 内山友美、岡部里奈
- 制作補佐: 山本修平
- 現場応援: 松岡杏奈、大久保安見、田代翔太、青木志穂子、鈴木暁子、George HATA  N.K.、ハマダソウイチロウ
- 制作応援: 音成幹、カイ
- CG/視覚効果: 染矢光信
- 音響監督/MA: 地福聖ニ
- サウンドスタジオ: Film Audio Lab
- フォーリー: 地福聖ニ、松下雅史、中堀良栄、長谷川テツ
- 音響応援: 家入愛、萩原志帆
- 音楽: 松下雅史
- ラインプロデューサー: 長谷川テツ
- アシスタントプロデューサー: 渡辺鈴音
- キャスティング: アルファープロデュース
- スチル: 和田直也
- 広報: あやんぬ、萬山梨香
- 英語字幕: Akix Underwood
- 英語字幕アドバイス: 中村妙子
- 字幕作成: 永田秀翔
- 映画祭協力: Keith Yoshimura、宮本清香、MARK KOWAN、鬼塚緑、Peter ROSS